# Сметанин, Александр Сергеевич
Александр Сергеевич Сметанин (23 февраля 1997, Родники, Ивановская область, Россия — 2 января 2024, Украина) — российский военнослужащий, младший лейтенант. Участник российского вторжения в Украину с 2022 года. Герой Российской Федерации (2024, посмертно).

## Биография
Родился 23 февраля 1997 года в городе Родники Ивановской области.
После срочной службы, принимал участие в военной операции России в Сирии. С ноября 2022 года служил в должности заместителя командира взвода — командира боевой машины 217-го гвардейского парашютно-десантного полка 98-й гвардейской воздушно-десантной дивизии. Готовил военнослужащих подразделения к ведению штурмовых действий.
С ноября 2022 года — участник российского вторжения в Украину. Погиб в 2024 году в районе города Часов Яр Донецкой области Украины, командуя штурмовой группой.

## Звания и награды
- Герой Российской Федерации (Указом Президента Российской Федерации «закрытым» от 2024 года за мужество и героизм, проявленные при исполнении воинского долга, гвардии младшему лейтенанту Сметанину Александру Сергеевичу присвоено звание Героя Российской Федерации, посмертно)[6][1].
- Медаль «Участнику военной операции в Сирии» (2018)[6].
- Медаль «За воинскую доблесть» II степени (Минобороны, 2022)[6].
- Медаль «За отвагу»[6].
- Орден Мужества (2023)[6].
- Медаль «За боевые отличия» (Минобороны, посмертно, 2024)[6].